# Eohaustorius subulicola
Eohaustorius subulicola is een vlokreeftensoort uit de familie van de Haustoriidae. De wetenschappelijke naam van de soort is voor het eerst geldig gepubliceerd in 1985 door Hirayama.